# 脳育ダンスバラエティ オドルポリタン
『脳育ダンスバラエティ オドルポリタン』（のういくダンスバラエティ オドルポリタン）は、東京メトロポリタンテレビジョン（TOKYO MX）の子供向け番組・教養番組である。

## 概要
TOKYO MXでは、2019年に決定した企業メッセージ「つなげるテレビ。」のもと、東京のアレコレを解決するための第一歩として、2019年度の重点テーマを「子ども未来応援」を掲げる。
その第一弾として、『TOKYO MX NEWS』のコーナー企画と『脳育ダンスバラエティ オドルポリタン』で、子どもの未来を応援する。

## 主な構成
- 7:59（MX1）版では、6種類のお天気ダンス（快晴・晴れ・晴れのち曇り・曇り・曇りのち雨・雨）の内、どれか一つを紹介する。
- 11:45（MX2）版では、7:59版で紹介したお天気ダンスのポイントや、脳科学の世界的権威である京都大学名誉教授の久保田競が提唱する脳科学理論に基づいた脳育ダンスを詳しく楽しくレクチャーする。

## 出演者
- 南流石
- つながーるず（まい・まゆり・さくらこ・みさき・まなつ・あやか）
- ちびさすが

## スタッフ
- 原案：久保田競・久保田カヨ子
- 企画：村越義人
- 振付演出：南流石
- 音楽：川上次郎（KUSU KUSU）
- クリエイティブ：流石組
- テーマソング：「TOKYO散歩」（歌:大塚愛 作詞・作曲:aio）[注 1]
- 製作著作：TOKYO MX

### 注
1. ↑  出演者が出演するPVは当番組以外でも随時放送されている。